# Normanton le Heath
Normanton le Heath är en ort och civil parish i Storbritannien.  Den ligger i grevskapet Leicestershire och riksdelen England, i den södra delen av landet, 160 km nordväst om huvudstaden London. Normanton le Heath ligger 137 meter över havet och antalet invånare är 165.
Närmaste större samhälle är Tamworth, 19 km sydväst om Normanton le Heath.